# Isaac Newton Institute

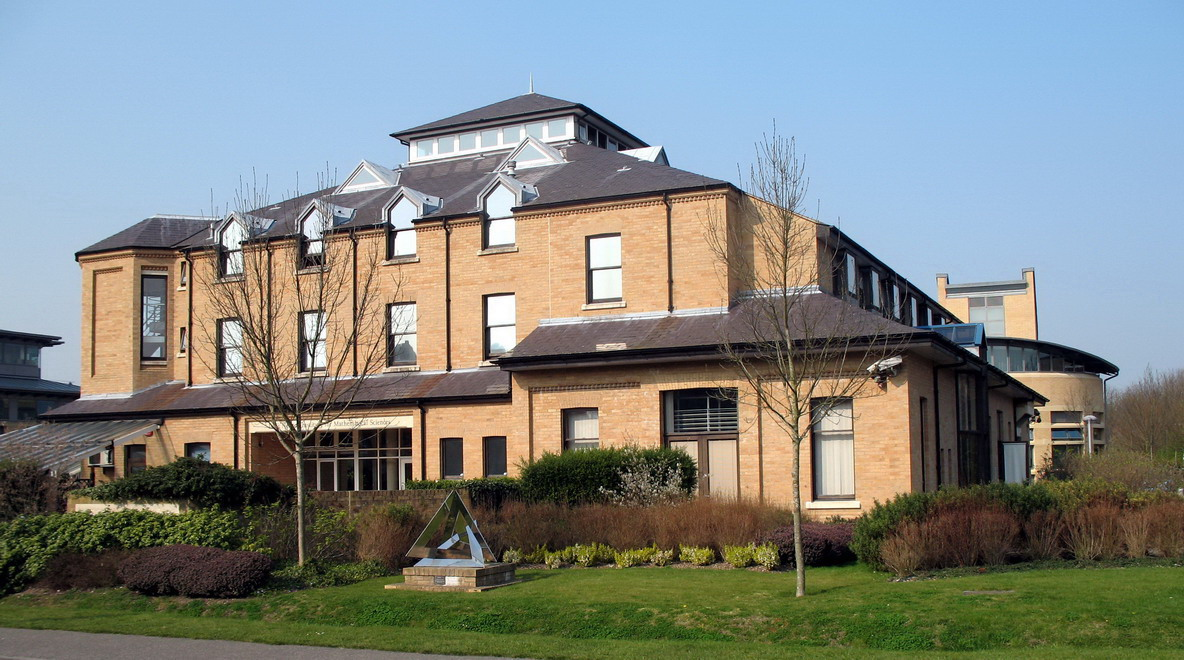
Isaac Newton Institute

Das Isaac Newton Institute for Mathematical Sciences in Cambridge ist ein nationales britisches Forschungsinstitut für Mathematik und theoretische Physik. Es wurde 1992 gegründet und ist nach Isaac Newton benannt. Erster Direktor war der Mathematiker und Fields-Preisträger Michael Atiyah mit dem Physiker Peter Goddard als geschäftsführendem Direktor (Deputy Director).
Der Konzeption nach sollte es kein ständiges Forschungspersonal haben, sondern Workshops und Konferenzen zu jeweils wechselnden Schwerpunktthemen durchführen (von denen zwei gleichzeitig laufen), die aber länger angelegt sein sollten (vier bis sechs Monate) als zum Beispiel die einwöchigen Oberwolfach-Konferenzen.
Es wird getragen von der University of Cambridge, mit Beiträgen unter anderem vom EPSRC (Engineering and Physical Sciences Research Council), dem Leverhulme Trust und der London Mathematical Society. Bei der Gründung spielten speziell das St John’s College, auf dessen Gelände sich das Institut befindet, und das Trinity College (Isaac Newton Trust) eine Rolle.
1993 stellte hier Andrew Wiles seinen Beweis der Fermatvermutung vor. 2002 eröffnete das Centre for Mathematical Sciences der Universität Cambridge in der Nachbarschaft des Instituts, in dem die mathematischen Institute der Universität gebündelt sind.
Weitere Direktoren nach Atiyah waren Keith Moffatt (ab 1996), John Kingman (seit 2001) und David Wallace (seit 2006). Ihnen steht das Programmkomitee (Scientific Steering Committee, SSC) des Instituts zur Seite.
Die Adresse ist Clarkson Road 20, Cambridge.